# Бондаренко Іван Іванович

Особиста картка члена Транспортної академії України

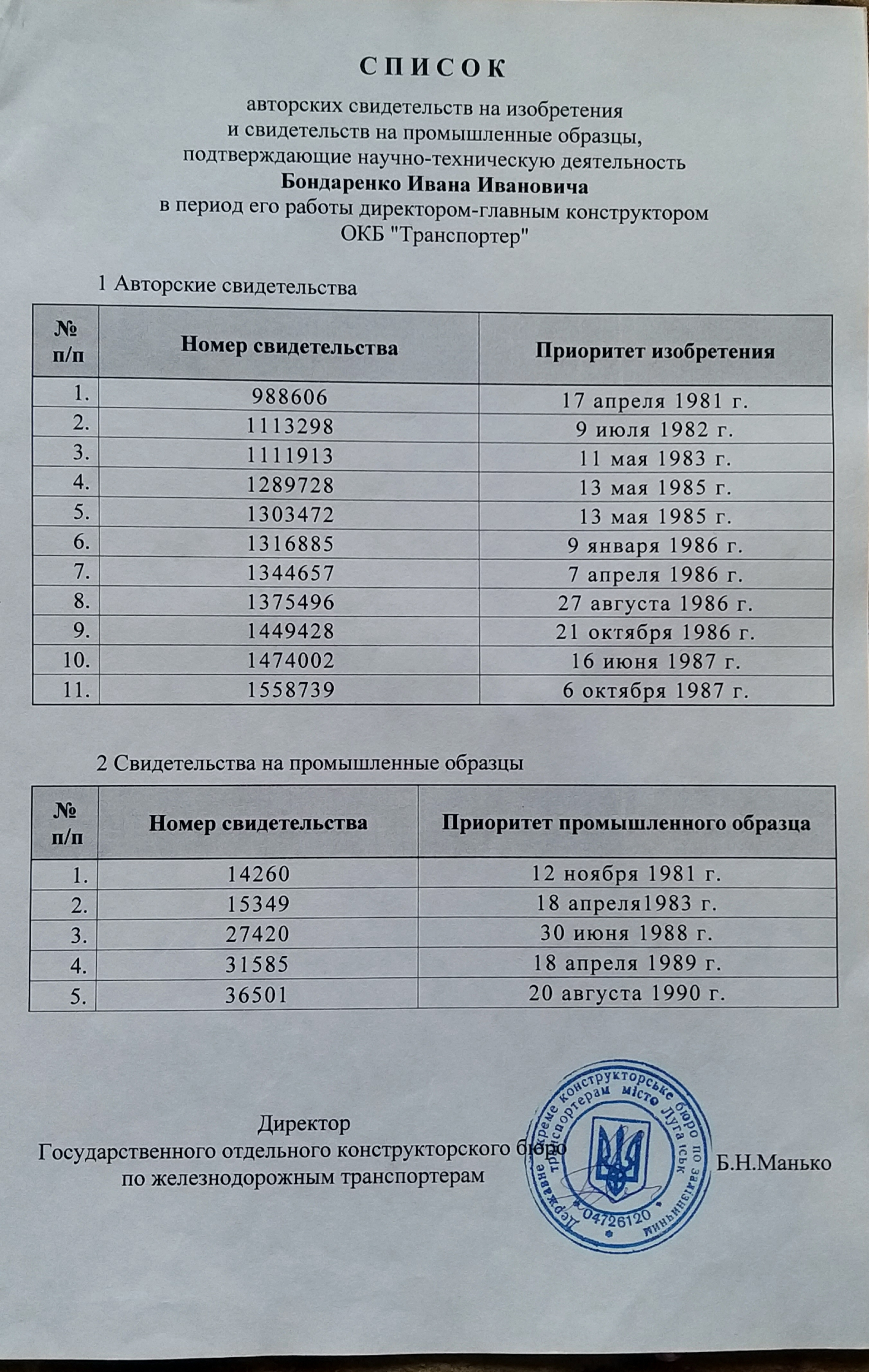

Іван Іванович Бондаренко (1937 - 2004) - академік Транспортної Академії України (з 1992), дослідник та розробник в галузі залізничного транспорту. Був директором, головним конструктором дослідного конструкторського бюро (ДКБ) "Транспортер" та заснував навчальну школу залізничних транспортерів, що дозволило перетворити ДКБ "Транспортер" в головну організацію по спеціальному залізничному транспорту.

## Біографія
Народився 20 березня 1937 року.
Закінчив Харківський інститут інженерів залізничного транспорту по спеціальності "Тепловози і тепловозне господарство". Після закінчення в 1960 році інституту близько 45 років займався науково-технічною діяльністю в сфері залізничного транспорту
Науково-технічну діяльність почав на Луганському тепловозо-будівельному заводі у відділі головного конструкторапо газотурбінним установкам, а пізніше був переведений до відділу головного конструктора по загальному машинобудуванню (далі ВГК ЗМ).
Після передачі Міністерством важкого машинобудування СРСР виготовлення залізничних транспортерів Стахановському вагонобудівельному заводу, на базі ВГК ЗМ ПО "Луганськтепловоз" в січні 1980 році було створено Державне окреме конструкторське бюро по залізничним транспортерам (ДКБ "Транспортер"), а Іван Бондаренко став його першим керівником, першим директором, головним конструктором.
Майже 18 років (до виходу на пенсію в вересні 1997 року за станом здоров'я) очолював посаду директора. Він перетворив конструкторський відділ об'єднання в науково-технічну організацію, предназначену для розвитку основних галузей промисловості та ракетно-космічного комплексу СРСР.
Свою діяльність як директор-головний конструктор ДКБ "Транспортер" розпочав із створення науково-теоретичної та дослідно-експериментальної бази (заснування навчальної школи залізничних транспортерів, розробка відсутніх методик розрахунків), що дозволило перетворити ДКБ "Транспортер" в головну організацію по спеціальному залізничному транспорту. Спільно з Київським інститутом зварювання ім. Платона розробляються нові технології зварювання металоконструкцій з низьколегованих та високоміцних сталей.
Було створено вагон-лабораторію та дослідницький підрозділ, що дозволило організації виконувати передпроектні та експериментальні дослідження по утворенню нової техніки, а також проводити випробування та здачу Замовнику дослідних зразків наново створених залізничних транспортерів. Було покладено початок впровадження САПР
Забазпечується створення виробничих потужностей на Стахановському вагонобудівельному заводі для виготовлення експериментальних та дослідних зразків транспортерів, а також їх промислових партій, для виконання яких і було створено ДКБ "Транспортер"
Перед призначенням на посаду головного конструктора ВГК ЗМ (враховуючи досвід роботи з іноземними замовниками) Бондаренко Іван Іванович був призначений начальником сектору експортних тепловозів центрального конструкторського бюро та провідним конструктором по створенню тепловозів підвищеної потужності для постачання на експорт та для МПС СРСР.
Під його керівництвом були створені тепловози потужністю 4 000 л.с. для ГДР (V 400) та 2М62 для МПС СРСР, а також тепловоз М62К для роботи в умовах тропіків потужністю 2 000 л.с.
Тепловозу V 400 на Лейпцизькому ярмарку (ГДР) була присуджена "Золота медаль".
Як Головний конструктор керував науково-дослідними, дослідно-конструкторськими, пошуковими та проектно-вишукувальними роботами ДКБ "Транспортер", а також іншими роботами, що пов'язані з доведенням наукових та науково-технічних завдань до стадії практичного використання.
Підрозділ заводу ВГК ЗМ до виділення в 1980 році в самостійну організацію ДКБ "Транспортер" було єдиним в країні підприємством, що створювало спеціальний рухомий склад залізниць - залізничних транспортерів для перевезення важковагового (до 500 тон) та великогабаритного обладнання, що призначалося для забезпечення розвитку основних галузей промисловості та ракетно-космічного комплексу, й також для вивозу відпрацьованого ядерного палива з атомних станцій.
Усі розробки названого підрозділу відповідали чи перевищували світовий рівень та були захищені свідоцтвами на винахід та промислові зразки.
У ВГК ЗМ Бондаренко Іван Іванович розпочав свій шлях як керівника групи, як директор, та навіть після виходу на пенсію залишився провідним конструктором ДКБ "Транспортер", розробляючи керівні документи з експлуатації наново створених транспортерів.
Загальний стаж роботи складає 22 роки та 2 місяці. Станом на 2003 рік мав 23 роки стажу науково-педагогічної роботи та був дійсним членом Транспортної Академії України. Основна галузь наукових і практичних інтересів: спеціальний залізничний транспорт - залізничні транспортери. Всього 17 наукових праць, 13 винаходів.
Помер 18 жовтня 2004 року у віці 67 років.

## Нагороди
- "Золота медаль" ВДНГ СРСР (1986)
- Премія Ради Міністрів СРСР (від 12.04.1990)[2]